# Джо Джерва
Джо Джерва (англ. Joe Jerwa, 22 січня 1907, Варшава — 11 квітня 1983) — канадський хокеїст, що грав на позиції захисника.

## Ігрова кар'єра
Професійну хокейну кар'єру розпочав 1928 року.
Протягом професійної клубної ігрової кар'єри, що тривала 15 років, спровів сім сезонів в НХЛ, захищав кольори команд «Нью-Йорк Рейнджерс», «Бостон Брюїнс» та «Нью-Йорк Амеріканс».